# 新沼謙治
新沼 謙治（にいぬま けんじ、1956年2月27日 - ）は、日本の演歌歌手。

## 略歴
- 岩手県大船渡市出身。大船渡市立第一中学校を卒業後、集団就職により栃木県宇都宮市にある左官業者で働く。一時は千昌夫が勤めていた北海道岩見沢市にある左官業の会社で働いていた時期もあるという風説があるが、BSフジ『あなたの歌謡リクエスト（2016年3月11日放送）』内で、「北海道で千さんと一緒に働いたことはない」と否定した。
- 日本テレビ系のオーディション番組『スター誕生!』に応募。予選会で4度落選し、5度目の予選で本戦に出場。1975年8月放送の決戦大会で五木ひろしの「哀恋記」を歌い合格した。オファーしたプロダクションは男性史上最多の17社。同期合格は横本メイ。
- 1976年2月1日、日本コロムビアから「おもいで岬」でデビュー。所属事務所は第一プロダクションに決まり、デビュー時のキャッチフレーズは「気持ちよく悲しい男」[注 1]。代表曲に「嫁に来ないか」「青春想譜」「ヘッドライト」「黒潮列車」「津軽恋女」「渋谷ものがたり」「左官職人 こね太郎」「ふるさとは今もかわらず」など。
- 同年に「嫁に来ないか」で第18回日本レコード大賞新人賞を受賞し、NHK紅白歌合戦（NHK総合・ラジオ第1、詳細はNHK紅白歌合戦出場歴を参照）にも初出場した。
- 1986年、趣味のバドミントンを通じて知り合った世界的バドミントン選手の湯木博恵と結婚。1男1女をもうけるも、2011年に癌で先立たれた。当日は山形県で東日本大震災のチャリティーコンサートを行っており、最期を看取ることができなかったという[2]。
- 2012年5月、NHK東日本大震災プロジェクト「明日へ」のテーマソングを歌う、花は咲くプロジェクトの一員として「花は咲く」東日本大震災復興支援チャリティーソングに参加した。
- 2012年11月、シングル「雪の宿/ふるさとは今もかわらず」をリリース。ジャケット（デザイン、イラスト）はデビュー当時からの旧知の仲であった横尾忠則に依頼した。故郷への想いを込めた自作曲「ふるさとは今もかわらず」は、母校である大船渡市立第一中学校の生徒たちを含む[注 2]、44名のコーラス隊とともにレコーディングした[3]。同曲は合唱曲としても徐々に反響を呼び、2013年7月3日には同曲の“シンフォニック・バージョン”[注 3]をメインに、杉並児童合唱団による“合唱バージョン”、および既発のオリジナル・バージョンを収録し、特典としてピアノ・合唱用の譜面を封入したシングル「ふるさとは今もかわらず シンフォニック Ver./合唱 Ver.」を発売[4]。オリコンチャートでは同年7月15日付の週間シングルランキングで25位に初登場し、1977年5月9日付で「ヘッドライト」が27位にランクされて以来、36年2ヶ月ぶりにトップ30入りを果たした[5]。また、同年末には第55回日本レコード大賞企画賞を受賞している。

## 人物・エピソード

### 『スター誕生！』について
宇都宮の左官屋で働いていた19歳の頃、歌好きな親方に勧められて町内ののど自慢に出ると優勝した。すると周りから「これならおめえ、『スター誕生!』でも合格するんでねえか？」と乗せられ、同番組に応募する。しかしその後は「予選会では挑戦者700人の中から1次通過の20人には残るが、テレビに出る7人には選ばれない」という状況が4度続く。5度目の挑戦で歌唱曲を五木ひろしの『哀恋記』に変えたことで本戦出場を果たす。
後日行われた後楽園ホールのテレビ予選では、音質の良いマイクと生バンドの音で歌えたことが気持ち良くて自分の歌声に酔いしれてしまい、歌唱直後に司会の萩本から質問されてもしばらくボーッとしていたという。1975年8月24日放送の第14回決戦大会でも同曲を歌って合格した。オファーしたプロダクションは男性史上最多の17社。テレビ予選直後チーフ・プロデューサーの池田文雄から「(決戦大会終わるまでは)今の髪型変えちゃダメだぞ」と助言されたが、大会当日パーマをかけて現れたため池田から叱られたという。
審査員の阿久悠は、新沼を「気持ちよく悲しい歌を歌える人」と評した。それが前述のキャッチフレーズ「気持ちよく悲しい男」に繋がっている。また同じく審査員の森田公一からは「出てきた瞬間、温かい人だと分かった」、都倉俊一からは「久しぶりに輝いた人が出てきた」とも評されている。

### 新人時代
2枚目のシングル『嫁に来ないか』を歌っていた頃、岩手の実家には時々熱烈なファンの女性が押しかけるようになった。彼女たちは履歴書を持参し、その目標の欄には『新沼謙治さんの嫁になること』などと書かれていたという。結果的に全部で数百人もの女性が来たという。10人ぐらいたまたま重なって実家に来た時などは新沼の祖母が「泊まってけ～」と言って対応し、女性たちは雑魚寝ではあったが実際に泊まって翌日朝食を食べるとそれで満足したのか全員帰って行った。
また、同曲のヒットにより事務所も潤ったが、「いきなり彼に贅沢させると歌手として長持ちしない」という事務所の方針で、新沼は東京・目黒の共同トイレ・風呂なしの安アパートに住むことになった。しかし1年後くらいから人気歌手としてマスコミに追われるようになったことから、『スター誕生！』の池田文雄からもう少し良い物件を紹介されて晴海に引っ越した。

### その他
- 身長170cm、血液型A型。
- 尊敬する歌手として藤山一郎の名前をあげている[8]。
- 歌手デビューから数年間はアイドル的な人気を集めており[注 5]、『平凡』『明星』などのアイドル雑誌にも登場していた。『明星』1977年1月号では、桜田淳子とともに表紙を飾っている（書籍の項目も参照）。山口百恵とも共演しており、雑誌の企画で2人で餅つきをして作った餅を『ア～ン』する写真を撮ったこともあるが、「（オーラに圧倒されて）まぶしすぎて近づけなかった」と回顧している[9]。
- 2014年1月13日放送の『月曜から夜ふかし』において、歴代の男性アイドルがプロマイド撮影時にとったポーズを検証したVTRの中で、浅草・マルベル堂で長年プロマイドを撮影してきたカメラマンは新沼について「いい顔してるんだけど、写真うつりが悪いんだよ。だけど、いい奴なんだ。好きだね、会いたいね!」と語っていた。このVTRの中では「ヘッドライト」をBGMに、新沼のプロマイドも紹介された。新沼は1977年、マルベル堂のプロマイド売り上げベスト10の第9位にランクインしている（ブロマイドの項目を参照）。
- 朴訥とした風貌とズーズー弁を喋るその雰囲気を買われ、映画やドラマ等にも出演した。
- 特技はギター・ドラム演奏。ギターの演奏や弾き語りは、コンサートなどでもよく披露している。
- 左官の職種経験を生かして友人宅の壁塗りをしたことがある[10]。また、吉幾三はライブのMC（トーク）の中で「新沼謙治は『芸能界で壁塗らせたら、俺が一番だ』って言ってた」と語っている[11]。
- 愛鳩家であり、レース鳩業界でもその名を知られている（ただし現在はレース鳩は飼っていない）。
- ナムコ発売のPlayStation 2用ゲーム『塊魂』の挿入歌ではヒップホップ曲を担当し、ズーズー弁のラップを歌唱した。
- 2003年ごろより、通信カラオケシステムDAMの機種改良に伴い、一部楽曲で日本コロムビアが過去にレーザーディスクカラオケ用に製作した映像が採用されている。該当曲に「嫁に来ないか」「ヘッド・ライト」「酒とふたりづれ」などがある。
  - 「嫁に来ないか」は、馬小屋で飼育している馬の世話をしている傍ら、ギターを弾いて彼女にアピールする映像が映し出されている。
  - 「ヘッド・ライト」は、新沼が深夜に大型トラック（日野・プロフィア）を運転中、通りかかった喫茶店で女性を誘い一緒にどこかへ向かう映像が映し出されている。
  - 「酒とふたりづれ」は、喧嘩から逃げ出して家にこもり、その後居酒屋で自棄酒をするシーンが映し出されている。
- 声優・タレントの水島裕とは、水島がレギュラー出演していたNHK『連想ゲーム』に新沼がゲスト出演して以来、長年にわたり家族ぐるみで交流のある親友である[12]。
- 漫画家の土田世紀は生前、新沼の大ファンであり、演歌の世界を描いた出世作『俺節』の作品中には新沼の「おもいで岬」「嫁に来ないか」「ヘッドライト」「北の故郷」「情け川」「津軽恋女」「さよなら橋」「渋谷ものがたり」などが登場するほか、主人公・コージのキャラクターも新沼を思わせるものとなっている。また土田は、2010年刊行された『定本 俺節』上・中巻（太田出版）掲載のメールインタビューの中で、CD化してほしい新沼の作品として、1976年発売のアルバム『望郷詩集』の収録曲「春陽炎」と、1977年発売のライブ盤『新沼謙治みちのく帰行』をあげていた。
- 新沼の出身地である大船渡市・末崎半島の碁石海岸が見渡せる高台には、デビュー曲「おもいで岬」の歌碑が建立されている（2002年建立）[13]。

## ディスコグラフィ

### シングル
- すべて日本コロムビアからリリース。

| #  | 発売日          | 曲順 | タイトル                                  | 作詞             | 作曲              | 編曲           | 規格品番   |
| -- | --------------- | ---- | ----------------------------------------- | ---------------- | ----------------- | -------------- | ---------- |
| 1  | 1976年 2月1日   | A面  | おもいで岬                                | 阿久悠           | 川口真            | あかのたちお   | AA-170     |
| 1  | 1976年 2月1日   | B面  | 初恋夜曲                                  | 阿久悠           | 川口真            | 川口真         | AA-170     |
| 2  | 1976年 6月1日   | A面  | 嫁に来ないか                              | 阿久悠           | 川口真            | あかのたちお   | AK-3       |
| 2  | 1976年 6月1日   | B面  | 白百合の詩                                | 阿久悠           | 川口真            | あかのたちお   | AK-3       |
| 3  | 1976年 11月1日  | A面  | 兄いもうと                                | 阿久悠           | 森田公一          | あかのたちお   | AK-24      |
| 3  | 1976年 11月1日  | B面  | 悲しい恋唄                                | 阿久悠           | 猪俣公章          | 高田弘         | AK-24      |
| 4  | 1977年 2月1日   | A面  | ヘッドライト                              | 阿久悠           | 徳久広司          | 森岡賢一郎     | AK-53      |
| 4  | 1977年 2月1日   | B面  | おもかげ                                  | 阿久悠           | 浜圭介            | 森岡賢一郎     | AK-53      |
| 5  | 1977年 6月1日   | A面  | 村祭りの前に                              | 吉田健美         | 杉本真人          | 馬飼野康二     | AK-80      |
| 5  | 1977年 6月1日   | B面  | 待てないだろうね                          | 神戸孝雄         | 杉本真人          | 若草恵         | AK-80      |
| 6  | 1977年 9月10日  | A面  | ちぎれたペンダント                        | 阿久悠           | 穂口雄右          | あかのたちお   | AK-96      |
| 6  | 1977年 9月10日  | B面  | 夜ふけ                                    | 阿久悠           | 徳久広司          | 高田弘         | AK-96      |
| 7  | 1977年 11月1日  | A面  | 北挽歌                                    | 吉岡治           | 杉本真人          | 森岡賢一郎     | AK-103     |
| 7  | 1977年 11月1日  | B面  | 街角                                      | 徳久広司         | 徳久広司          | 森岡賢一郎     | AK-103     |
| 8  | 1978年 2月10日  | A面  | 帰ってきたよ                              | 山口あかり       | 平尾昌晃          | 高田弘         | AK-111     |
| 8  | 1978年 2月10日  | B面  | 寝台列車                                  | 山上路夫         | 平尾昌晃          | 森岡賢一郎     | AK-111     |
| 9  | 1978年 5月1日   | A面  | 口笛の港                                  | 山口洋子         | 平尾昌晃          | 高田弘         | AK-118     |
| 9  | 1978年 5月1日   | B面  | 銀河鉄道                                  | 山口洋子         | 平尾昌晃          | 馬飼野俊一     | AK-118     |
| 10 | 1978年 8月10日  | A面  | 黒潮列車                                  | 麻生香太郎       | 杉本真人          | 若草恵         | AK-140     |
| 10 | 1978年 8月10日  | B面  | いいやつだった                            | 原田達夫         | 尾木恒雄          | 若草恵         | AK-140     |
| 11 | 1978年 12月1日  | A面  | ごめんよ                                  | 伊藤アキラ       | 馬飼野康二        | 馬飼野康二     | AK-157     |
| 11 | 1978年 12月1日  | B面  | 昔にかえろう                              | 伊藤アキラ       | 馬飼野康二        | 馬飼野康二     | AK-157     |
| 12 | 1979年 3月1日   | A面  | 行っちまうのかい                          | 伊藤アキラ       | 馬飼野康二        | 馬飼野康二     | AK-173     |
| 12 | 1979年 3月1日   | B面  | 正直なんだネ                              | 伊藤アキラ       | 馬飼野康二        | 馬飼野康二     | AK-173     |
| 13 | 1979年 6月1日   | A面  | 青春想譜                                  | 菅野さほ子       | 遠藤実            | なんばらじゅん | AK-179     |
| 13 | 1979年 6月1日   | B面  | 君となら                                  | 菅野さほ子       | 遠藤実            | なんばらじゅん | AK-179     |
| 14 | 1979年 12月1日  | A面  | 木枯らしの詩                              | 大道地哲也       | 徳久広司          | 佐伯亮         | AK-210     |
| 14 | 1979年 12月1日  | B面  | ふるさとが見える                          | たきのえいじ     | たきのえいじ      | 斉藤恒夫       | AK-210     |
| 15 | 1980年 4月1日   | A面  | さすらい派                                | 阿久悠           | 徳久広司          | 森岡賢一郎     | AK-228     |
| 15 | 1980年 4月1日   | B面  | 道                                        | たきのえいじ     | たきのえいじ      | 佐伯亮         | AK-228     |
| 16 | 1980年 6月1日   | A面  | さらば青春                                | ジェームス三木   | 徳久広司          | 薗広昭         | AK-661     |
| 16 | 1980年 6月1日   | B面  | もやもや                                  | ジェームス三木   | 徳久広司          | 薗広昭         | AK-661     |
| 17 | 1980年 11月1日  | A面  | さよならは言わない                        | たかたかし       | 中村泰士          | 若草恵         | AK-736     |
| 17 | 1980年 11月1日  | B面  | 俺の空                                    | 麻生香太郎       | 杉本真人          | 薗広昭         | AK-736     |
| 18 | 1981年 1月25日  | A面  | ちいさな春                                | 初信之介         | 徳久広司          | 佐伯亮         | AH-19      |
| 18 | 1981年 1月25日  | B面  | 惜別情歌                                  | とべあきよ       | 徳久広司          | 若草恵         | AH-19      |
| 19 | 1981年 9月1日   | A面  | 待たせたね                                | 東海林良         | 佐瀬寿一          | 竜崎孝路       | AH-99      |
| 19 | 1981年 9月1日   | B面  | 恋港                                      | 荒木とよひさ     | 浜圭介            | 竜崎孝路       | AH-99      |
| 20 | 1982年 2月1日   | A面  | お前にだけは                              | 初信之介         | 杉本真人          | あかのたちお   | AH-170     |
| 20 | 1982年 2月1日   | B面  | 夏の帯                                    | 中山大三郎       | 井上かつお        | 薗広昭         | AH-170     |
| 21 | 1982年 7月1日   | A面  | 北の故郷                                  | たいらまさお     | 伊藤雪彦          | 小杉仁三       | AH-231     |
| 21 | 1982年 7月1日   | B面  | 夢の東北新幹線                            | 臼井ひさし       | 伊藤雪彦          | 小杉仁三       | AH-231     |
| 22 | 1983年 2月1日   | A面  | 厚田村                                    | 山田孝雄         | 浜圭介            | 竜崎孝路       | AH-295     |
| 22 | 1983年 2月1日   | B面  | 雨の想い出                                | 水木れいじ       | 浜圭介            | 竜崎孝路       | AH-295     |
| 23 | 1983年 7月21日  | A面  | 酒とふたりづれ                            | 里村龍一         | 聖川湧            | 高田弘         | AH-357     |
| 23 | 1983年 7月21日  | B面  | みのむし                                  | 牧野おさみ       | 徳久広司          | 森岡賢一郎     | AH-357     |
| 24 | 1984年 7月21日  | A面  | 旅先の雨に                                | 小椋佳           | 小椋佳            | 馬飼野俊一     | AH-481     |
| 24 | 1984年 7月21日  | B面  | 朔                                        | 小椋佳           | 小椋佳 馬飼野俊一 | 馬飼野俊一     | AH-481     |
| 25 | 1985年 2月21日  | A面  | 旅の章                                    | 林萬太郎         | 林萬太郎          | 斉藤恒夫       | AH-551     |
| 25 | 1985年 2月21日  | B面  | 片想いなら                                | 小椋佳           | 小椋佳            | 馬飼野俊一     | AH-551     |
| 26 | 1985年 9月21日  | A面  | 男の未練                                  | 荒木とよひさ     | 三木たかし        | 竜崎孝路       | AH-654     |
| 26 | 1985年 9月21日  | B面  | 別れの素顔                                | 荒木とよひさ     | 三木たかし        | 竜崎孝路       | AH-654     |
| 27 | 1986年 5月21日  | A面  | 情け川                                    | 吉岡治           | 市川昭介          | 京建輔         | AH-735     |
| 27 | 1986年 5月21日  | B面  | 北道路                                    | 麻生香太郎       | 大木英二          | 竜崎孝路       | AH-735     |
| 28 | 1987年 2月21日  | A面  | 津軽恋女                                  | 久仁京介         | 大倉百人          | 若草恵         | AH-798     |
| 28 | 1987年 2月21日  | B面  | さすらい本線                              | 池田充男         | 四方章人          | 若草恵         | AH-798     |
| 29 | 1988年 6月1日   | A面  | さよなら橋                                | 大倉百人         | 大倉百人          | 片岡裕雅       | AH-912     |
| 29 | 1988年 6月1日   | B面  | 雨やどり                                  | 仁井谷俊也       | 中島慎二          | 前田俊明       | AH-912     |
| 30 | 1989年 5月21日  | A面  | 幸福の坂道                                | 荒木とよひさ     | 佐瀬寿一          | 前田俊明       | AH-5048    |
| 30 | 1989年 5月21日  | B面  | 君よ 涙は                                 | 荒木とよひさ     | 三木たかし        | 川口真         | AH-5048    |
| 31 | 1990年 5月1日   | 01   | 渋谷ものがたり                            | 麻生香太郎       | 浜圭介            | 南郷達也       | CODA-8527  |
| 31 | 1990年 5月1日   | 02   | くちづけ                                  | 石原信一         | 浜圭介            | 南郷達也       | CODA-8527  |
| 32 | 1991年 3月21日  | 01   | 北を恋うる歌                              | たかたかし       | 幸耕平            | 丸山雅仁       | CODA-8682  |
| 32 | 1991年 3月21日  | 02   | 硝子の街                                  | たかたかし       | 幸耕平            | 南郷達也       | CODA-8682  |
| 33 | 1992年 6月21日  | 01   | 大雪よ                                    | 阿部佳織         | 阿部佳織          | 前田俊明       | CODA-35    |
| 33 | 1992年 6月21日  | 02   | 舞い上がれ 僕の腕の中で                   | 新沼謙治         | 新沼謙治          | 前田俊明       | CODA-35    |
| 34 | 1993年 4月1日   | 01   | おとこ唄ひとり                            | 高田文夫         | 佐瀬寿一          | 今泉敏郎       | CODA-171   |
| 34 | 1993年 4月1日   | 02   | 再会の街                                  | 関睦人           | 佐瀬寿一          | 今泉敏郎       | CODA-171   |
| 35 | 1994年 5月21日  | 01   | 男のやせがまん                            | 建石一           | 杉本真人          | 前田俊明       | CODA-422   |
| 35 | 1994年 5月21日  | 02   | まどろみ                                  | 建石一           | 杉本真人          | 前田俊明       | CODA-422   |
| 36 | 1995年 5月20日  | 01   | 三日月哀歌                                | 阿久悠           | 川口真            | 川口真         | CODA-638   |
| 36 | 1995年 5月20日  | 02   | 妻あり子あり友ありて                      | 阿久悠           | 川口真            | 前田俊明       | CODA-638   |
| 37 | 1996年 1月20日  | 01   | 風まかせ夢まかせ                          | 新沼謙治         | 新沼謙治          | 宮崎慎二       | CODA-869   |
| 37 | 1996年 1月20日  | 02   | パパの鉄人料理                            | 高田ひろお       | 新沼謙治          | 宮崎慎二       | CODA-869   |
| 38 | 1997年 5月21日  | 01   | 風とともに                                | もときあつ子     | 大倉百人          | 久保義明       | CODA-1220  |
| 38 | 1997年 5月21日  | 02   | 永遠の想い                                | 新沼謙治         | 新沼謙治          | 宮崎慎二       | CODA-1220  |
| 39 | 1998年 5月21日  | 01   | 流浪人                                    | 津城ひかる       | 杉本真人          | 宮崎慎二       | CODA-1479  |
| 39 | 1998年 5月21日  | 02   | 時の命ずるままに                          | 津城ひかる       | 杉本真人          | 前田俊明       | CODA-1479  |
| 40 | 1999年 3月20日  | 01   | おもかげ遠歌                              | 石本美由起       | 市川昭介          | 佐伯亮         | CODA-1716  |
| 40 | 1999年 3月20日  | 02   | 凧あげ峠                                  | 石本美由起       | 市川昭介          | 佐伯亮         | CODA-1716  |
| 41 | 2000年 1月21日  | 01   | 愛妻 北挽歌                               | 石本美由起       | 市川昭介          | 前田俊明       | CODA-1819  |
| 41 | 2000年 1月21日  | 02   | くちぐせ                                  | 石本美由起       | 市川昭介          | 前田俊明       | CODA-1819  |
| 42 | 2001年 4月21日  | 01   | 古里はいいもんだ…                         | 仁井谷俊也       | 弦哲也            | 前田俊明       | CODA-1947  |
| 42 | 2001年 4月21日  | 02   | ラスト・シーン                            | 仁井谷俊也       | 新沼謙治          | 宮崎慎二       | CODA-1947  |
| 43 | 2001年 10月20日 | 01   | 笑い飛ばして                              | 麻こよみ         | 弦哲也            | 前田俊明       | CODA-1997  |
| 43 | 2001年 10月20日 | 02   | ぬくもり                                  | 麻こよみ         | 新沼謙治          | 宮崎慎二       | CODA-1997  |
| 44 | 2002年 11月21日 | 01   | おまえのための恋唄                        | 阿久悠           | 平尾昌晃          | 杉村俊博       | CODA-2075  |
| 44 | 2002年 11月21日 | 02   | 夢をみた                                  | 阿久悠           | 平尾昌晃          | 杉村俊博       | CODA-2075  |
| 45 | 2003年 8月20日  | 01   | ひゅう・ひゅう・ひゅう 〜風に笑われて〜   | よこやまみちよし | 宇崎竜童          | 宇崎竜童       | COCA-15509 |
| 45 | 2003年 8月20日  | 02   | 一人…南へ                                 | よこやまみちよし | 宇崎竜童          | 中村哲         | COCA-15509 |
| 46 | 2004年 4月21日  | 01   | 飛行機雲                                  | 木下龍太郎       | 宇崎竜童          | 宮崎慎二       | COCA-15652 |
| 46 | 2004年 4月21日  | 02   | 左官職人 こね太郎                         | 新沼謙治         | 新沼謙治          | 宮崎慎二       | COCA-15652 |
| 46 | 2004年 4月21日  | 03   | 左官職人 こね太郎 (音頭篇)                | 新沼謙治         | 新沼謙治          | 宮崎慎二       | COCA-15652 |
| 47 | 2007年 6月20日  | 01   | 旅路                                      | 幸田りえ         | 徳久広司          | 石倉重信       | COCA-15998 |
| 47 | 2007年 6月20日  | 02   | 流るるままに                              | 仁井谷俊也       | 千秋詠            | 宮崎慎二       | COCA-15998 |
| 48 | 2008年 6月18日  | 01   | 風列車                                    | 幸田りえ         | 徳久広司          | 石倉重信       | COCA-16151 |
| 48 | 2008年 6月18日  | 02   | 津軽恋女 〜ニュー・アレンジ〜             | 久仁京介         | 大倉百人          | 石倉重信       | COCA-16151 |
| 49 | 2009年 3月18日  | 01   | 陽だまりの町                              | 幸田りえ         | 徳久広司          | 石倉重信       | COCA-16231 |
| 49 | 2009年 3月18日  | 02   | 黒潮列車 〜ニュー・アレンジ〜             | 麻生香太郎       | 杉本眞人          | 石倉重信       | COCA-16231 |
| 50 | 2010年 3月17日  | 01   | 銀河の町から                              | 幸田りえ         | 幸斉たけし        | 石倉重信       | COCA-16348 |
| 50 | 2010年 3月17日  | 02   | おれの銀河鉄道                            | 杉紀彦           | 新沼謙治          | 石倉重信       | COCA-16348 |
| 51 | 2011年 4月27日  | 01   | 雪の川                                    | 幸田りえ         | 幸斉たけし        | 石倉重信       | COCA-16465 |
| 51 | 2011年 4月27日  | 02   | 君のそばにいる                            | 幸田りえ         | 幸斉たけし        | 石倉重信       | COCA-16465 |
| 52 | 2012年 11月21日 | 01   | 雪の宿                                    | 幸田りえ         | 幸斉たけし        | 石倉重信       | COCA-16641 |
| 52 | 2012年 11月21日 | 02   | ふるさとは今もかわらず                    | 新沼謙治         | 新沼謙治          | 尼崎裕子       | COCA-16641 |
| 53 | 2013年 7月3日   | 01   | 今きたよ                                  | 掛橋わこう       | 幸斉たけし        | 石倉重信       | COCA-16744 |
| 53 | 2013年 7月3日   | 02   | ふるさとは今もかわらず                    | 新沼謙治         | 新沼謙治          | 尼崎裕子       | COCA-16744 |
| 54 | 2013年 7月3日   | 01   | ふるさとは今もかわらず シンフォニックVer. | 新沼謙治         | 新沼謙治          | 村松崇継       | COCA-16752 |
| 55 | 2015年 1月28日  | 01   | まぼろしのキラク                          | 幸斉たけし       | 新沼謙治          | 石倉重信       | COCA-16973 |
| 55 | 2015年 1月28日  | 02   | 星空に抱かれて                            | 石原信一         | 杉村俊博          | 石倉重信       | COCA-16973 |
| 56 | 2016年 2月17日  | 01   | 俺の昭和が遠くなる (シングルバージョン)   | 掛橋わこう       | 幸斉たけし        | 石倉重信       | COCA-17113 |
| 56 | 2016年 2月17日  | 02   | ありがとう、友よ                          | 尼崎裕子         | 尼崎裕子          | 尼崎裕子       | COCA-17113 |
| 57 | 2016年 7月20日  | 01   | 青春花火                                  | 渡辺なつみ       | 浜圭介            | 高橋哲也       | COCA-17199 |
| 57 | 2016年 7月20日  | 02   | 左官職人 こね太郎 (2014年新録音)          | 新沼謙治         | 新沼謙治          | 宮崎慎二       | COCA-17199 |
| 58 | 2017年 4月19日  | 01   | たろうの初恋                              | 前田たかひろ     | 幸斉たけし        | 石倉重信       | COCA-17276 |
| 58 | 2017年 4月19日  | 02   | たろうの郷愁                              | 前田たかひろ     | 神代臣            | 石倉重信       | COCA-17276 |
| 59 | 2018年 4月18日  | 01   | 盛川                                      | 新沼謙治         | 新沼謙治          | 宮崎慎二       | COCA-17441 |
| 59 | 2018年 4月18日  | 02   | 前田音頭                                  | 新沼信雄         | 新沼信雄          | 宮崎慎二       | COCA-17441 |
| 60 | 2020年 4月29日  | 01   | 地図のない旅                              | 冬弓ちひろ       | 幸斉たけし        | 石倉重信       | COCA-17757 |
| 60 | 2020年 4月29日  | 02   | 祈り詩                                    | 麻               | 新沼謙治          | 清水ゆかり     | COCA-17757 |
| 61 | 2022年 6月22日  | 01   | もう君はいないのか                        | 掛橋わこう       | 神代臣            | 石倉重信       | COCA-18017 |
| 61 | 2022年 6月22日  | 02   | おふくろの郵便受け                        | 紙中礼子         | 幸斉久美          | 石倉重信       | COCA-18017 |
| 62 | 2025年 4月9日   | 01   | 思い出したよ故郷を                        | 新沼謙治         | 幸斉たけし        | 石倉重信       | COCA-18282 |
| 62 | 2025年 4月9日   | 02   | アルバムの中の君                          | 新沼謙治         | 新沼謙治          | 藤井弘文       | COCA-18282 |

#### デュエット・シングル
| 発売日          | デュエット | 曲順 | タイトル                 | 作詞       | 作曲       | 編曲     | 規格品番   |
| --------------- | ---------- | ---- | ------------------------ | ---------- | ---------- | -------- | ---------- |
| 1987年 10月21日 | 松原のぶえ | A面  | めぐり逢い赤坂           | 初信之介   | 杉本真人   | 竜崎孝路 | AH-875     |
| 1987年 10月21日 | 松原のぶえ | B面  | 夜にかくれて             | 初信之介   | 杉本真人   | 竜崎孝路 | AH-875     |
| 1990年 8月21日  | 朝川ひろこ | 01   | かりそめのラブ・ソング   | たかたかし | 弦哲也     | 前田俊明 | CODA-8572  |
| 1990年 8月21日  | 朝川ひろこ | 02   | 北の岬にて               | たかたかし | 弦哲也     | 前田俊明 | CODA-8572  |
| 1994年 9月21日  | 朝川ひろこ | 01   | チェリオ!                | 伊藤薫     | 美樹克彦   | 矢野立美 | CODA-484   |
| 1994年 9月21日  | 朝川ひろこ | 02   | 不思議なワンモアチャンス | 伊藤薫     | 美樹克彦   | 矢野立美 | CODA-484   |
| 2014年 8月20日  | 日野美歌   | 01   | 男と女のラブゲーム       | 魚住勉     | 馬飼野康二 | 矢野立美 | COCA-16904 |

### アルバム

#### オリジナル・アルバム
| 発売日         | タイトル                      | 規格 | 規格品番   |
| -------------- | ----------------------------- | ---- | ---------- |
| 1976年4月25日  | おもいで岬                    | LP   | AP-7045    |
| 1988年11月21日 | おもいで岬                    | CD   | 28CA-2685  |
| 2014年9月17日  | おもいで岬                    | CD   | COCP-38737 |
| 1976年12月10日 | 望郷詩集 新沼謙治II           | LP   | AX-7048    |
| 2014年9月17日  | 望郷詩集 新沼謙治II           | CD   | COCP-38738 |
| 1977年4月25日  | 地図のない青春 新沼謙治III    | LP   | AX-7060    |
| 2014年9月17日  | 地図のない青春 新沼謙治III    | CD   | COCP-38739 |
| 1977年12月25日 | 北挽歌                        | LP   | AX-7106    |
| 1978年9月25日  | 野の花のようなきみへ          | LP   | AX-7180    |
| 2014年9月17日  | 野の花のようなきみへ          | CD   | COCP-38740 |
| 1979年1月25日  | 青春風景                      | LP   | AX-7197    |
| 1979年10月25日 | 青春想譜                      | LP   | AX-7218    |
| 1980年5月25日  | さすらい派                    | LP   | AX-7242    |
| 1981年4月25日  | ちいさな春                    | LP   | AF-7041    |
| 1982年8月25日  | 北の故郷                      | LP   | AF-7139    |
| 1985年8月21日  | 旅の章                        | CD   | 33C31-7620 |
| 1986年10月21日 | 情け川                        | CD   | 33CA-1124  |
| 1987年4月1日   | 津軽恋女                      | CD   | 33CA-1428  |
| 1990年7月21日  | 渋谷ものがたり                | CD   | COCA-6519  |
| 1995年6月21日  | わがまま                      | CD   | COCA-12622 |
| 2000年3月18日  | 愛妻 北挽歌〜ふるさとを歌う〜 | CD   | COCP-30867 |
| 2013年7月3日   | ふるさとの風景                | CD   | COCP-38052 |

#### ライブ・アルバム
| 発売日         | タイトル                                | 規格 | 規格品番   |
| -------------- | --------------------------------------- | ---- | ---------- |
| 1977年10月10日 | 熱叫 一九七七年 夏 新沼謙治みちのく帰行 | LP   | AX-7103    |
| 2014年9月17日  | 熱叫 一九七七年 夏 新沼謙治みちのく帰行 | CD   | COCP-38741 |

#### カバー・アルバム
| 発売日         | タイトル                    | 規格品番       |
| -------------- | --------------------------- | -------------- |
| 1991年3月21日  | 古賀メロディを唄う 男の純情 | COCA-7330      |
| 1993年7月21日  | 古賀政男を偲んで 男の純情   | COCA-10923     |
| 1996年10月19日 | 懐かしの名曲                | COCA-13740     |
| 2003年12月10日 | 古賀メロディを唄う          | COCA-71025     |
| 2009年2月18日  | 名曲カバー傑作撰            | COCP-35427〜28 |
| 2011年3月23日  | 阿久悠を唄う                | COCP-36711     |

#### セルフカバー・アルバム
| 発売日         | タイトル | 規格品番   |
| -------------- | -------- | ---------- |
| 2014年11月26日 | 謙治の詩 | COCP-38896 |

#### ベスト・アルバム
| 発売日         | タイトル                                      | 規格品番       |
| -------------- | --------------------------------------------- | -------------- |
| 1984年5月21日  | 新沼謙治ベスト                                | 35C31-7144     |
| 1987年5月21日  | 特選集 津軽恋女                               | 33CA-1576      |
| 1987年11月21日 | 全曲集 津軽恋女                               | 33CA-1947      |
| 1988年6月21日  | 特選集 さよなら橋                             | 32CA-2220      |
| 1988年11月21日 | 全曲集 さよなら橋                             | 32CA-2784      |
| 1989年6月21日  | 特選集 幸福の坂道                             | CA-3353        |
| 1989年10月21日 | 全曲集 幸福の坂道                             | CA-4121        |
| 1989年12月10日 | スーパー・ツイン 幸福の坂道                   | CA-4141〜42    |
| 1990年6月21日  | 特選集 渋谷ものがたり                         | COCA-6397      |
| 1990年10月21日 | 全曲集 渋谷ものがたり                         | COCA-6727      |
| 1990年12月1日  | スーパー・ツインDX 渋谷ものがたり             | COCA-6947〜48  |
| 1991年4月21日  | 特選集 北を恋うる歌                           | COCA-7383      |
| 1991年10月21日 | 全曲集 北を恋うる歌                           | COCA-9143      |
| 1992年6月21日  | 特選集 大雪よ                                 | COCA-9866      |
| 1992年11月21日 | 全曲集 大雪よ                                 | COCA-10321     |
| 1993年4月21日  | 特選集 おとこ唄ひとり                         | COCA-10745     |
| 1993年11月21日 | 全曲集 おとこ唄ひとり                         | COCA-11205     |
| 1994年6月21日  | ベスト・セレクション 男のやせがまん           | COCA-11682     |
| 1994年11月21日 | 全曲集 男のやせがまん                         | COCA-12030     |
| 1995年5月20日  | 特選集 三日月哀歌                             | COCA-12520     |
| 1995年7月21日  | ツイン・パック 三日月哀歌                     | COCA-12745〜46 |
| 1995年11月21日 | 全曲集 三日月哀歌                             | COCA-12960     |
| 1996年5月21日  | 特選集 風まかせ夢まかせ                       | COCA-13330     |
| 1996年10月19日 | 全曲集 風まかせ夢まかせ                       | COCA-13790     |
| 1997年6月21日  | 特選集 風とともに…                            | COCA-14247     |
| 1997年10月21日 | 全曲集 風とともに…                            | COCA-14559     |
| 1998年5月21日  | 特選集 流浪人                                 | COCA-15064     |
| 1998年10月21日 | 全曲集 流浪人                                 | COCP-30093     |
| 1999年5月21日  | 特選集 おもかげ遠歌                           | COCP-30414     |
| 1999年8月21日  | 全曲集'99 おもかげ遠歌                        | COCP-30562     |
| 2000年11月18日 | 全曲集2000 愛妻 北挽歌                        | COCP-31180     |
| 2001年5月19日  | 特選ベスト 古里はいいもんだ…                  | COCP-31264     |
| 2001年11月21日 | 全曲集 笑い飛ばして                           | COCP-31650     |
| 2003年10月22日 | 全曲集 ひゅう・ひゅう・ひゅう〜風に笑われて〜 | COCP-32413〜14 |
| 2004年6月23日  | 特選集 飛行機雲                               | COCP-32721〜22 |
| 2004年11月25日 | 全曲集 飛行機雲                               | COCP-32906     |
| 2005年2月23日  | 限りなき未来へ                                | COCP-33083〜85 |
| 2005年11月23日 | 全曲集 左官職人 こね太郎                      | COCP-33372     |
| 2007年7月4日   | 名曲選 旅路                                   | COCP-34315     |
| 2007年10月17日 | 全曲集 旅路                                   | COCP-34554     |
| 2008年6月18日  | ゴールデンベスト                              | COCP-34953     |
| 2008年10月22日 | 全曲集 風列車                                 | COCP-35223     |
| 2009年6月24日  | スーパーベスト                                | COCP-35600     |
| 2009年10月21日 | 全曲集 陽だまりの町                           | COCP-35844     |
| 2010年6月23日  | ヒット曲集2010                                | COCP-36282     |
| 2010年10月20日 | 全曲集 銀河の町から                           | COCP-36487     |
| 2011年10月19日 | 全曲集 雪の川                                 | COCP-36996     |
| 2012年6月20日  | プレミアム・ベスト2012                        | COCP-37337     |
| 2012年9月19日  | 魅惑のベスト・アルバム                        | COCP-37589     |
| 2012年11月21日 | 全曲集 雪の宿                                 | COCP-37625     |
| 2013年2月20日  | ツイン・パック                                | COCP-37854〜55 |
| 2013年5月22日  | プレミアム・ベスト2013                        | COCP-38008     |
| 2013年10月23日 | 全曲集 今きたよ                               | COCP-38241     |
| 2014年6月18日  | プレミアム・ベスト2014                        | COCP-38531     |
| 2014年11月19日 | 全曲集 ふるさとは今もかわらず                 | COCP-38818     |
| 2015年2月18日  | 究極ベスト                                    | COCP-39003     |
| 2015年7月22日  | ダブル・ベスト☆オリジナル&カバーズ            | COCP-39196〜97 |
| 2015年11月18日 | 全曲集 まぼろしのキラク                       | COCP-39283     |
| 2016年6月22日  | ツイン・パック                                | COCP-39600〜01 |
| 2016年11月23日 | 全曲集 青春花火                               | COCP-39724     |
| 2017年7月19日  | スペシャルベスト                              | COZP-1341〜42  |
| 2017年11月22日 | 全曲集 たろうの初恋                           | COCP-40126     |
| 2018年10月24日 | 全曲集 盛川                                   | COCP-40517     |
| 2019年6月19日  | 令和ツイン・パック                            | COCP-40850〜51 |
| 2019年10月23日 | 全曲集2020                                    | COCP-40978     |
| 2020年10月21日 | 全曲集 地図のない旅                           | COCP-41263     |
| 2021年10月20日 | 全曲集2022                                    | COCP-41593     |
| 2022年11月23日 | 全曲集 もう君はいないのか                     | COCP-41855     |
| 2023年10月18日 | 全曲集2024                                    | COCP-42107     |
| 2024年10月23日 | 全曲集2025                                    | COCP-42367     |

#### CD-BOX
| 発売日        | タイトル                     | 規格品番       |
| ------------- | ---------------------------- | -------------- |
| 2015年6月24日 | 気持ちよく哀しい歌が聴こえる | COCP-39115〜19 |

#### 参加アルバム
| 発売日        | タイトル                                    | 収録曲       | 規格品番   |
| ------------- | ------------------------------------------- | ------------ | ---------- |
| 2004年5月19日 | 塊魂 サウンドトラック「塊フォルテッシモ魂」 | 月と王子     | COCX-32760 |
| 2005年7月20日 | みんな大好き塊魂 サウンドトラック「塊は魂」 | DISCO☆PRINCE | COCX-33273 |

### 映像作品
| 発売日         | タイトル                                        | 規格 | 規格品番  |
| -------------- | ----------------------------------------------- | ---- | --------- |
| 2007年6月20日  | 新沼謙治 30周年記念リサイタル〜限りなき未来へ〜 | DVD  | COBA-4658 |
| 2015年10月14日 | 新沼謙治 40周年記念リサイタル                   | DVD  | COBA-6808 |

### タイアップ曲
| 年     | 楽曲         | タイアップ                                            |
| ------ | ------------ | ----------------------------------------------------- |
| 1978年 | ごめんよ     | 映画「トラック野郎・一番星北へ帰る」挿入歌            |
| 1980年 | さらば青春   | 日本テレビ系ドラマ「かたぐるまII」主題歌              |
| 1980年 | もやもや     | 日本テレビ系ドラマ「かたぐるまII」挿入歌              |
| 2004年 | 月と王子     | PS2用ゲーム「塊魂」挿入歌                             |
| 2005年 | DISCO☆PRINCE | PS2用ゲーム「みんな大好き塊魂」挿入歌                 |
| 2013年 | 今きたよ     | NHKラジオ「ラジオ深夜便」深夜便のうた(2013年7月〜9月) |
| 2016年 | 青春花火     | NHKラジオ「ラジオ深夜便」深夜便のうた(2016年7月〜9月) |

### その他
- 月と王子（2004年）※ゲーム『塊魂』のBGM。シングルカットはなく、同ゲームのサウンドトラックCD、および新沼のベスト盤に収録された。
- DISCO★PRINCE（2005年）※ゲーム『みんな大好き塊魂』のBGM。シングルカットはなく、同ゲームのサウンドトラックCDに収録された。
- 男と女のラブゲーム（2014年8月20日）※“日野美歌 featuring 新沼謙治”名義。日野が葵司朗とのデュエットで1986年に発売しヒットさせた楽曲の、共演者を代えてのセルフリメイク。ジャケットには日野が単独で写っており、カップリング曲も日野の代表曲「氷雨」の再録音版と、日野のシングルに新沼がゲスト参加した形となっている。
- 高品ハウジング社歌（2014年）※株式会社高品ハウジングの社歌（日本コロムビア）。非売品ながらCDに収録された。

## 楽曲提供
- 鳳城朋美
  - 「花鏡」（2018年、作曲）

- みち乃く兄弟
  - 「帰郷」（2018年、作詞・作曲）

- 光岡亮
  - 「LOVE IS FOREVER〜愛は永遠に〜」「愛があれば年の差なんて」（2020年、作曲）

- 山田かつし
  - 「はぐれ雲」（2014年／作曲）

## 出演

### NHK紅白歌合戦出場歴
| 年度/放送回               | 回 | 曲目           | 出演順 | 対戦相手    | 備考 |
| ------------------------- | -- | -------------- | ------ | ----------- | ---- |
| 1976年（昭和51年）/第27回 | 初 | 嫁に来ないか   | 05/24  | 太田裕美    |      |
| 1977年（昭和52年）/第28回 | 2  | ヘッドライト   | 03/24  | 太田裕美(2) |      |
| 1978年（昭和53年）/第29回 | 3  | 北挽歌         | 11/24  | 中原理恵    |      |
| 1979年（昭和54年）/第30回 | 4  | 青春想譜       | 03/23  | 太田裕美(3) |      |
| 1980年（昭和55年）/第31回 | 5  | さすらい派     | 11/23  | 太田裕美(4) |      |
| 1981年（昭和56年）/第32回 | 6  | 待たせたね     | 18/22  | 岩崎宏美    |      |
| 1982年（昭和57年）/第33回 | 7  | 新雪           | 12/22  | 牧村三枝子  |      |
| 1983年（昭和58年）/第34回 | 8  | 酒とふたりづれ | 13/21  | 杏里        |      |
| 1984年（昭和59年）/第35回 | 9  | 旅先の雨に     | 06/20  | 川中美幸    |      |
| 1986年（昭和61年）/第37回 | 10 | 情け川         | 02/20  | 大月みやこ  |      |
| 1987年（昭和62年）/第38回 | 11 | 津軽恋女       | 17/20  | 小林幸子    |      |
| 1988年（昭和63年）/第39回 | 12 | さよなら橋     | 08/21  | 松原のぶえ  |      |
| 1990年（平成2年）/第41回  | 13 | 渋谷ものがたり | 06/29  | 瀬川瑛子    |      |

### 映画
- トラック野郎・一番星北へ帰る（東映東京、1978年）
- 二百三高地（東映東京、1980年）
- ノエルの不思議な冒険（イルカオフィス＆シルバーストーン、1983年）
- 賢治のトランク（共同映画、1996年）
DVD化されているが、図書館等における貸出し・館内鑑賞用のみとなっている[14]。

### テレビドラマ
- 私はタフな女（1981年、日本テレビ） - 真吾 役
- 花王名人劇場「マイウェイTOKYO」（1981年、関西テレビ）
- 私鉄沿線97分署（1985年 - 1986年、テレビ朝日） - 九十九圭介 役
- 炎立つ（1993年、NHK総合） - 平永衡 役
- 土曜ドラマ（NHK総合）
  - 黄昏の甘い恋歌（1994年） - 加賀健太 役
- 北の米〜誰よりも米を愛した男〜（1995年、日本テレビ系列） - 藤原長作（演：夏八木勲）の息子 役

テレビ岩手開局25周年記念・日中合作ドラマ。1995年日本民間放送連盟賞・優秀賞受賞。第12回ATP賞'95「ベスト20番組」選出。ギャラクシー賞・ギャラクシー奨励賞受賞。
- 税務調査官・窓際太郎の事件簿33（2018年、TBS） ‐ 東太郎 役

### その他のテレビ番組
- 人生は三百六十五歩のマーチ（2018年10月13日 - 2019年9月、BSフジ） - レギュラー
- 噂の!東京マガジン（TBS）

### CM
- 森下仁丹「梅仁丹」（1979年）
- 江崎グリコ「コメッコ」「知床しぶき のり茶づけ」「知床しぶき のりふりかけ」 - 桜田淳子と共演
- ハウス食品「本中華」 - 坪内ミキ子と共演
- 井関農機「トラクター 耕太」「コンバイン 太郎」
- キリンビール「こきりん」「ビアっこ生」 - 千堂あきほ、風見しんごと共演
- IBC岩手放送「ふるさとはまけない」（2011年）
- 資生堂（2011年） - 被災地向けCM

### ラジオ
- えんか侍（2015年3月、アール・エフ・ラジオ日本） - 月曜担当
- 謙ちゃん裕ちゃんのあの日にタイムスリップ!!（2018年1月6日 - 3月31日、IBC岩手放送） - 水島裕と共演

### ビデオ・DVD
- 新沼謙治30周年記念コンサート : 限りなき未来へ、コロムビアミュージックエンタテインメント、2007年 (DVD)。
2005年7月23日、蒲田アプリコで開催した30周年記念コンサートの模様を収録したDVD。
- NHK（編集）、『よだかの星』『虔十公園林』、名作ビデオ絵本 第二期16巻、放送映画製作所、1993年 (VHS)。- 作：宮沢賢治、制作協力：NHKエンタープライズ、企画・制作・発行：ピーマンハウス。
NHK（BS2、総合）で放映された番組『名作をテレビで楽しむ絵本』のソフト化。新沼はイラストをバックに、同郷の偉人である宮沢賢治の「虔十公園林」を朗読している（声だけ。「よだかの星」の朗読は左時枝）。
- NHK（製作・著作）、名作の風景 宮沢賢治 II、絵で読む珠玉の日本文学 7、スバック（発売）、2007年 (DVD)。- 共同制作：NHKエンタープライズ、ピーマンハウス、販売：コロムビアミュージックエンタテインメント。
上記VHSソフトの「虔十公園林」を収録したDVD。

## 書籍
- 『見たぞ聞いたぞ言っちゃうぞ! : 新沼謙治のド一揆! 猛語録』日本文芸社、1985年。- ISBN 9784537010848
デビュー10周年を記念して出版された著書。

- 『明星』50年 601枚の表紙、集英社新書、2002年。- 橋本治（解題）。ISBN 9784087201703
『明星』1977年1月号の表紙（桜田淳子とのツーショット。撮影：篠山紀信）を、カラーで掲載している。
- 吉田豪（インタビュアー）、新・人間コク宝、コアマガジン、2010年。- ISBN 9784862529299
新沼へのインタビューを掲載。